# Armadilloniscus mekranensis
Armadilloniscus mekranensis is een pissebed uit de familie Detonidae. De wetenschappelijke naam van de soort is voor het eerst geldig gepubliceerd in 2004 door Kazmi.